# Manis gigantea
Il pangolino gigante (Manis (Smutsia) gigantea Illiger, 1815) è un mammifero appartenente alla famiglia Manidae, diffuso in Africa.

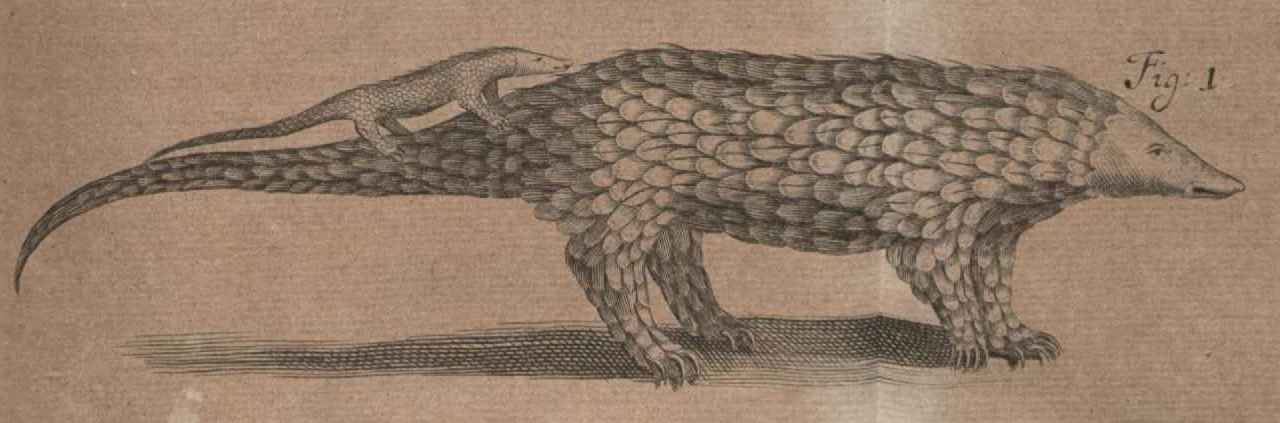
Rappresentazione di un pangolino in una tavola degli Acta Eruditorum del 1689

## Descrizione
La lunghezza del corpo, testa compresa, è tra 75 e 100 cm; quella della coda tra 50 e 70 cm; il peso può variare tra 30 e 35 kg. La pelle e il pelo sono biancastri, le scaglie che ricoprono il corpo, giallo-brune nei giovani animali, assumono poi un colore giallo-marrone. Il muso è allungato. Le zampe anteriori terminano con cinque lunghi artigli.

## Biologia

### Comportamento
Durante il giorno riposa in tane che può scavare fino a 5 metri di profondità. Pur vivendo normalmente al suolo, è in grado di arrampicarsi sugli alberi. Può assumere un'andatura bipede usando la coda per mantenere l'equilibrio.

### Alimentazione
La dieta consiste soprattutto di formiche e termiti. Il pangolino gigante è in grado di aprire i termitai usando il proprio peso e i robusti artigli. È un animale solitario, che interrompe l'isolamento solo per l'accoppiamento. Conduce vita notturna, cercando il cibo soprattutto grazie allo sviluppatissimo olfatto.

## Distribuzione e habitat
La specie è diffusa in una vasta zona dell'Africa sub-sahariana, che comprende l'Uganda, la Tanzania, il Senegal, il Gabon il nordest dello Zaire e il Kenya occidentale.
Gli habitat variano dalla foresta alla savana.

## Conservazione
La Lista rossa IUCN classifica questa specie come "EN" (in pericolo); il taxon è comunque in diminuzione per effetto della deforestazione e della caccia, cui è soggetta sia per utilizzarne la carne, sia per il presunto uso medicinale delle scaglie.